# Vincent Sellaer

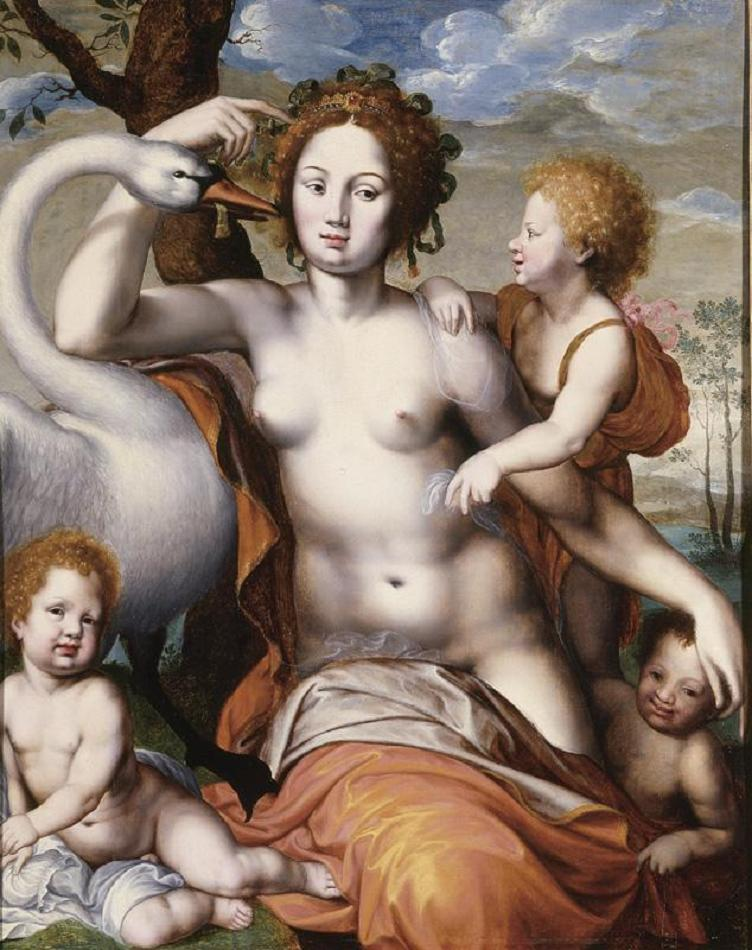
Leda y el Cisne por Vincent Sellaer.

Vincent Sellaer (también escrito como Sellaert) (Malinas, Bélgica , 1500 - antes de 1589) fue un pintor flamenco conocido también como Vincent Geldersman. Existen varias generaciones de pintores pertenecientes a su familia con el mismo nombre, lo cual ha hecho difícil el esclarecimiento de su biografía.
Durante su juventud viajó a Italia, concretamente a Brescia, donde adquirió influencias procedentes de los pintores manieristas italianos y de Leonardo Da Vinci.
Tras su retorno a Flandes, vivió de nuevo en Malinas, donde ejecutó gran cantidad de lienzos, generalmente de temas mitológicos y religiosos, en los que la presencia de ángeles niños y mancebos se suele repetir de forma característica. Buena parte de su obra fue destruida por los iconoclastas de Malinas. La influencia que ejerció sobre otros artistas de su época como Frans Floris, Willem Key y Joos van Cleve fue muy importante.